# Romatowo Stare
Romatowo Stare (biał. Старое Раматова, Staroje Ramatowa; ros. Старое Роматово, Staroje Romatowo) – wieś na Białorusi, w obwodzie brzeskim, w rejonie małoryckim, w sielsowiecie Wielkoryta.
W pobliżu znajdują się przystanki kolejowe Romatowo i Pożeżyn, położone na linii Chocisław – Brześć.

## Historia
W XIX i w początkach XX w. położone było w Rosji, w guberni grodzieńskiej, w powiecie brzeskim.
W dwudziestoleciu międzywojennym leżało w Polsce, w województwie poleskim, w powiecie brzeskim, w gminie Wielkoryta. Po II wojnie światowej w granicach Związku Sowieckiego. Od 1991 w niepodległej Białorusi.